# Joaquín Perles
Joaquín Perles (n. El Puerto de Santa María, Cádiz, en 1971) es un actor español que destaca por una fecunda carrera como actor de teatro y cinematográfico. Es miembro de la Academia de Cine de Andalucía, y de la Academia de las Artes y las Ciencias Cinematográficas de España
Es el menor de cuatro hermanos, sin ningún antecedente artístico en la familia.
Desde pequeño se siente atraído por la lectura y la comunicación con el público. Estudia tres años de Derecho, y termina licenciándose en Filología Hispánica.
Durante toda su estancia en la Universidad, comienza a formarse como actor con seminarios en Granada, Sevilla, Madrid, Cádiz, y trabaja con diversos grupos teatrales como actor y director. Se marcha definitivamente a Madrid, donde se gradúa en actuación en el Estudio Internacional del Actor Juan Carlos Corazza. A la vez que participa en distintas series de TV y cine, crea con otras tres compañeras el grupo "La Puntilla Teatro", donde sigue combinando la actuación con la dirección.
Fundador de Perles Entertainment, grupo dedicado al entretenimiento en el ámbito internacional, actualmente continúa su desarrollo profesional entre España, Argentina y EE. UU.

## Cine
- La maniobra de la tortuga (largometraje). Juan Miguel del Castillo, dir.
- Foreigner (cortometraje). Carlos Violadé, dir.
- En directo (cortometraje). Wenceslao Scyzoryck, dir.
- Vulnerables. Miguel Cruz, dir.
- La voz dormida. Benito Zambrano, dir.
- The Disciple. Emilio Ruiz Barrachina, dir.
- Yo, también. A. Pastor y A. Naharro, directores.
- Hitting the bricks. Secundario (Chaz Royale) Brian Jaynes, dir. (USA)
- Ratonera (cortometraje) Protagonista (Rogelio) Alma Catalán, dir.(USA)
- Jun (cortometraje) Protagonista (Clownman) Hiroki Sugino, dir. (USA)
- Más daño me hizo tu amor (cortometraje) Protagonista (José) Juanjo Herbe, dir.
- Tánger. Secundario (Líder Neonazi) World Ent./ Juan Madrid, dir.
- Más daño me hizo tu amor (cortometraje) Protagonista (José) Juanjo Herbe, dir.
- Stereophone (cortometraje) Secundario (Luis) Leticia Solorzano, dir.
- Una vida feliz (cortometraje) Protagonista (Juan) David Oremar, dir.
- Bellas palabras (cortometraje) Protagonista (David) Óscar Vías, dir.
- El geólogo de piedra (cortometraje) Protagonista (Javier) Luis Deltell, dir.
- Máxima audiencia (cortometraje) Protagonista (Santi) Ramón López, dir.

## Televisión
- Mi gitana, Tele5
- Crematorio, Canal+
- UCO, ("El corredor"), TVE
- Andaluces por excelencia. (reportaje) Canal Sur TV (USA)
- General Hospital. ABC (USA)
- Cuéntame, ("El cliente") TVE
- Criminal Minds. (Tom) CBS (USA)
- Andaluces por el mundo.(reportaje) Protagonista (Él mismo) Canal Sur TV (USA)
- El comisario. Reparto (vigilante seguridad) BocaBoca / Tele5
- El lugar del crimen. Secundario (policía secreta) Videomedia / Antena3.
- Plaza Alta. Reparto (Antonio Robles) LinzeTV y Canal Sur/ Tito Rojas, dir.

## Teatro
- La extraña pareja. Protagonista (Félix) Bernard Hiller, dir. (USA)
- Los siete pecados capitales. Protagonista (varios) Centro Andaluz de Teatro/ A. Zurro, dir.
- Nuestro pueblo, de Thornton Wilder. Secundario (Dr. Ruiz) Juan Carlos Corazza, dir.
- Sed, de María Sáez Mintegui. Secundario (Pescador) Joaquín Perles, dir.
- Arcángeles, de M. Muñoz Hidalgo. Secundario (Lucifer) Fest. Inter. Madrid/ Ramón Ballesteros, dir.
- Leyendas indígenas, Eduardo Galeano. Protagonista (Narrador) Joaquín Perles, dir.

## Stand Up
HaHa Cafe, TVI Theatre, etc.  Los Ángeles (USA)

## Formación
- Actuación. Bernard Hiller Los Ángeles (USA)
- Sitcom. Matt Kane (Romano & Brener) Los Ángeles (USA)
- TV y Cine para actores profesionales. TVI Actors Studio Los Ángeles (USA)
- Graduado en Actuación. Estudio Inter. Juan Carlos Corazza, Madrid
- Verso. Alicia Hermida Madrid
- Seminarios con Bruce Myers, Augusto Fernandes, Lidia García, Jean Guy Lecat, F. Algora...

## Habilidades
- Percusionista
- Karate (cinturón negro 2º dan)
- Natación
- Baloncesto
- Voleibol
- Bicicleta montaña
- Fútbol
- Golf
- Tenis.